# Bortom det blå
 (juin 2017).
Si vous disposez d'ouvrages ou d'articles de référence ou si vous connaissez des sites web de qualité traitant du thème abordé ici, merci de compléter l'article en donnant les références utiles à sa vérifiabilité et en les liant à la section « Notes et références ».
Albums de Lisa Ekdahl
When Did You Leave Heaven
(1997) Back to Earth
(1998)
Singles
1. Bortom det blå / Gå dit ifall du minns
Sortie : 1997

Bortom det blå est le quatrième album (le troisième en suédois) de la chanteuse de jazz suédoise Lisa Ekdahl, sorti en 1997.

## Liste des titres
Toutes les chansons sont écrites et composées par Lisa Ekdahl.
| 1.    | Bortom det blå                  | 4:05 |
| 2.    | Gå dit ifall du minns           | 2:13 |
| 3.    | Två lyckliga dårar              | 2:44 |
| 4.    | Jag behöver inget mer           | 3:54 |
| 5.    | Vi tillhör varann               | 2:52 |
| 6.    | Sakta, sakta                    | 3:42 |
| 7.    | Jag vill bara vara              | 3:54 |
| 8.    | Du var inte där för mig         | 2:42 |
| 9.    | Hyenorna skrattade, gamarna log | 3:41 |
| 10.   | Genom dig ser jag ljuset        | 2:37 |
| 11.   | Cirklar                         | 2:31 |
| 12.   | Vill ha dig kvar                | 3:30 |
| 13.   | Tänk inte mera                  | 2:51 |
| 41:15 |                                 |      |